# Encs
Encs là một thị trấn thuộc hạt Borsod-Abaúj-Zemplén, Hungary. Thị trấn này có diện tích 25,8 km², dân số năm 2010 là 6328 người, mật độ 245 người/km².